# استان لاتینا

استان لاتینا در نقشه ایتالیا

استان لاتینا (به ایتالیایی: Provincia di Latina) یکی از استان‌های ناحیه لاتزیو در ایتالیا است. مرکز این استان، شهر لاتینا است.
بر پایه آمار سال ۲۰۰۵ جمعیت این استان برابر با ۵۱۹٬۸۵۰ نفر و مساحت آن ۲٬۲۵۱ کیلومتر مربع است.